# Colleen Ballinger
Pour les articles homonymes, voir Ballinger (homonymie).
Colleen Ballinger est une actrice, chanteuse et youtubeuse américaine née le 21 novembre 1986 à Santa Barbara en Californie.

## Biographie
Elle est connue pour avoir créé le personnage de Miranda Sings qu'elle met en scène dans plusieurs vidéos humoristiques sur YouTube depuis 2008. Entre 2016 et 2017, elle joue aussi le personnage dans la série télévisée Haters Back Off.
Elle est considérée comme l'une des plus grandes youtubeuses américaines, au même titre que Jenna Marbles. Elle est invitée sur les plateaux de télés américains notamment chez Jimmy Fallon et le The Late Late Show
Elle atteint en décembre 2018 les 10 000 000 d'abonnés sur sa chaîne YouTube Miranda Sings

### Vie privée
Elle rencontre Joshua David Evans, youtubeur également, en 2008. Ils se fiancent le 5 avril 2014 après une brève rupture en 2012 puis se marient le 2 juillet 2015 à Santa Barbara. Ils annoncent leur divorce en septembre 2016 après 1 an de mariage et huit ans de relation[réf. nécessaire].
Elle sort le 21 juillet 2015, un livre sous le nom de Miranda Sings, intitulé "Selp-Helf".
En 2016, elle rencontre l'acteur Erik Stocklin sur le tournage de la série Haters Back Off. Ils commencent à se fréquenter en début d'année 2018 et se fiancent au mois de juin. Colleen et Erik se marient en 2018, la date reste inconnue. Le 10 décembre 2018, elle donne naissance à leur premier enfant, Flynn Timothy Stocklin. En mai 2021, elle annonce être enceinte de jumeaux quelques mois après avoir souffert d’une fausse couche. Le 6 novembre 2021, elle accouche d'une fille, Maisy Joanne Stocklin et d'un garçon, Wesley Koy Stocklin.

## Filmographie

### Cinéma
- 2011 : Varla Jean and the Mushroomheads : Miranda Sings
- 2018 : Ralph 2.0 : Colleen (voix)
- 2019 : Angry Birds : Copains comme cochons : Roxanne (voix)

### Télévision
- 2012 : Dr Fubalous : Royal / Miranda Sings
- 2012 : Victorious : Miranda Sings (saison 3, épisode 11)
- 2013 : Hipsterhood : Amara (saison 2, épisode 9)
- 2013 : Homemade Movies : Meg Griffin (saison 2, épisode 19)
- 2014 : MyMusic : la réceptionniste (saison 2, épisode 23)
- 2014 : Comedians in Cars Getting Coffee : Miranda Sings (saison 5, épisode 4)
- 2016-2017 : Haters Back Off : Miranda Sings (principale) / elle-même (saison 2, épisode 8)
- 2018 : Escape the Night : La danseuse de disco (saison 3, principale)

### Clip vidéo
- 2015 : Beauty And The Beat Boots by Todrick Hall
- 2018 : Thank U, Next de Ariana Grande

## Théâtre
- 2009 : High School Musical on Stage! : Kelsi Nielsen

En 2019, elle interprète le rôle de Dawn dans la comédie musicale The Waitress à Broadway.